# Баркуци (Бреша)
Баркуци је насеље у Италији у округу Бреша, региону Ломбардија.
Према процени из 2011. у насељу је живело 580 становника. Насеље се налази на надморској висини од 171 м.